# 第232步兵師 (德國國防軍)
德國國防軍陸軍第232步兵師（德語：232. Infanterie-Division）是納粹德國國防軍陸軍的一個步兵師。該師於1944年6月組建。
該師組建後，於1944年8月調至意大利，此後一直在當地作戰。
該師最後於1945年5月向美軍投降。

## 註腳
1. ↑  Mitcham（2007年）